# 레나르트 티
레나르트 티(독일어: Lennart Thy, 1992년 2월 25일 ~ )는 독일의 축구 선수이며, 현재 소속팀은 PEC 즈볼러이며, 포지션은 스트라이커이다.

## 경력
레나르트 티는 고향의 빅토리아 프레헨 유소년 팀에서 1998년부터 축구 선수 생활을 시작했으며, 1999년부터 2007년까지 독일 니더작센 북부의 노르덴의 클럽들에서 뛰었다.
2007년 베르더 브레멘 유스 팀으로 소속을 옮겼고, 2009년부터는 성인 팀에서 플레이했으나 주로 2군 경기에 출장했다. 2012년 FC 장크트 파울리로 이적했다. 이후 2016년까지 FC 장크트 파울리에서 107회의 1군 경기에 출장했고, 2016년 친정 팀인 베르더 브레멘으로 다시 이적했다.
2017년에는 네덜란드 에레디비시의 VVV 펜로로 이적했다. 특히 VVV 펜로 소속으로 뛰던 동안에는 백혈병 환자에게 줄기세포를 기증하기 위해 PSV 에인트호번과의 에레디비시 경기에 불참하여 화제가 되었는데 이러한 공로를 인정받아 2018년 더 베스트 FIFA 풋볼 어워드에서 FIFA 페어플레이상을 수상하게 된다.
2018년에는 터키 쉬페르리그로 승격한 에르주룸스포르로 이적했다. 2019년에는 PEC 즈볼러와 1년 6개월 동안의 계약을 체결했다.